# Парламентские выборы в Болгарии (1879, сентябрь-октябрь)
Парламентские выборы в Болгарии осенью 1879 года прошли 30 сентября (12 октября) и 7 (19) октября 1879 года, став вторыми в истории Болгарии и первыми выборами в Народное собрание. В них принимали участие ведущие политические силы страны — Либеральная и Консервативная партии.
29 августа (10 сентября) 1879 года князь Болгарии Александр I Баттенберг подписал Указ № 126, которым назначил выборы депутатов на 30 сентября того же года. В день выборов при низкой явке (32,0 %) Либеральная партия одержала убедительную победу, получив 130 мест из 158, и 21 октября члены Первого Народного собрания Болгарского княжества собрались в Софии.
Согласно установившейся практике парламентской демократии, князь поручил лидеру большинства сформировать правительство. Недовольный ходом выборов, он обратился к императору Александру II с просьбой разрешить роспуск Народного собрания. Петербург не согласился, и князь предложил одному из лидеров Либеральной партии Петко Каравелову сформировать кабинет с участием консерваторов Димитра Грекова и Григора Начовича, что обрекло миссию на провал. В конце концов переговоры закончились неудачей и 24 ноября 1879 года Баттенберг распустил Народное собрание, сформировав новое правительство во главе с епископом Климентом Браницким, в котором консерваторы играли ведущую роль.

## Избирательная система
Статья 86, п. 1 Тырновской конституции регулировал выборы депутатов, которые должны проводиться непосредственно населением, из расчёта один депутат на 10 тысяч граждан обоих полов. Во втором абзаце установлено, что срок полномочий депутатов составляет три года, а п. 5 предусматривал, что право быть депутатами имеют все болгарские граждане старше 30 лет, обладающие грамотностью.
Конституция предоставляла активное избирательное право всем болгарским гражданам мужского пола старше 21 года, которые пользуются гражданским и политическим правами.
16 (28) апреля 1879 года на последнем заседании Учредительного собрания был принят закон, регулирующий организационно-избирательный процесс — Временные правила избрания представителей первого обыкновенного народного собрания.

## Предыстория
После своего избрания правителем Болгарского княжества, Александр I Баттенберг должен был выбрать какой из двух основных политических сил страны доверить формирование первого правительства независимой Болгарии. Он выбрал более близких ему по духу консерваторов. Таким образом, первый болгарский кабинет возглавил спикер Народного собрания Тодор Бурмов.
Выборы членов первого Народного собрания были проведены несколькими месяцами позже — в октябре 1879 года. Они были законодательно установлены главой XIV «Об Обычном Народном собрании» (болг. „За обикновеното Народно събрание“), Разделом I «О составе Обычного Народного собрания» Конституции Княжества Болгария и Временных правил избрания представителей Первого обыкновенного народного собрания.

## Результаты
| Партия                            | Голоса  | %     | Места |
| --------------------------------- | ------- | ----- | ----- |
| Либеральная партия                | 224 134 | 82,28 | 130   |
| Консервативная партия             | 48 270  | 17,72 | 28    |
| Недействительные / пустые голоса  |         | -     | -     |
| Явка                              |         | 32,0  | -     |
| Всего                             | 272 404 |       | 158   |
| Источник: Дневници на Първото ОНС |         |       |       |